# Пропаганда гомофобии
«Пропаганда гомофобии» (англ. homophobic propaganda) – термин, использованный историком Стефаном Мичлером (Stefan Micheler) в работе «Пропаганда гомофобии и осуждение однополо-страстных мужчин в идеологии нацизма» (Homophobic Propaganda and the Denunciation of Same-Sex-Desiring Men under National Socialism), а также в других работах на эту тему.

## Антигомосексуальная государственная пропаганда

### Нацистская Германия
Масштабные государственные мероприятия по пропаганде нетерпимости к сексуальным меньшинствам развернулись в 1930-х годах в нацистской Германии. Историк Эрвин Хэберл в работе «Свастика, розовый треугольник и жёлтая звезда» пишет: "14 мая 1928 года (то есть ещё до 1933 года) от имени национал-социалистической партии было заявлено, что «гомосексуалисты „ослабляют“ народ, что они „враги“ и „сексуальные дегенераты“, которые никоим образом не способствуют „здоровому“ приплоду „здоровой“ нации».
В своей работе «Пропаганда гомофобии и осуждение мужчин-гомосексуалов при национал-социализме» историк Стефан Мишле утверждает, что политика нетерпимого отношения к гомосексуальному поведению в Третьем рейхе носила последовательный и организованный характер. Так, в 1933 году нацистское правительство прекратило деятельность ЛГБТ-организаций, базирующихся в Берлине, и запретило распространение берлинского издания для геев и лесбиянок под названием «Бюллетень дружбы» (нем. «Freundschaftblätter»), где публиковались объявления о знакомствах. Подобные мероприятия привели к разобщению ЛГБТ-сообщества и разрыву установленных внутри него связей. В том же году было прекращено функционирование многих баров и пивных, в которых встречались гомосексуалы (летом 1936 года закрылись последние подобные бары в Гамбурге). Разрешения полиции транссексуалам на ношение одежды противоположного пола были отозваны. Совместное купание людей одного пола без одежды на нудистских пляжах приравнивалось к попытке гомосексуального контакта. Историк Стефан Мишле утверждает, что цель подобной политики состояла в полном искоренении всех проявлений гомосексуальности и соответствующей инфраструктуры из поля зрения общества.
Одним из последующих шагов гомофобной политики нацистов стало ужесточение в 1935 году параграфа 175 Уголовного кодекса, предусматривающего тюремное заключение за сексуальные контакты между мужчинами. Однополые отношения между женщинами уголовно не наказывались, но отношение к ним было враждебное. Нацистское правительство после прихода к власти учредило особый «Рейхс-центр по борьбе с гомосексуализмом и абортами»: все силы были брошены на повышение рождаемости любыми способами. Вскоре возникла широкая агентурная сеть из доносчиков на «дегенератов». По современным подсчетам, число осужденных за гомосексуальность в Германии составило около 50 тыс. человек.
В 1937 году официальная газета СС под названием Das Schwarze Korps объявила, что в результате усилий нацистов по ликвидации гомосексуалов выяснилось: менее двух человек из ста являлись «ненормальными». По утверждениям авторов статьи, около 40 тыс. немцев в масштабах всей страны представляли собой угрозу, особенно в отношении впечатлительной молодежи, поэтому к ним предлагалось относиться как к «врагам государства» и уничтожать.

### Советский Союз
В 1930-е годы возможности для открытого обсуждения темы гомосексуальности, имевшиеся в России в начале XX века, резко ограничились. Так, например, заместитель председателя ОГПУ Генрих Ягода связывал существование гомосексуальных сообществ с контрреволюцией и шпионажем. В своей докладной записке Сталину осенью 1933 года он писал об аресте членов группировок, которые занимались «созданием сети салонов, очагов, притонов, групп и других организованных формирований педерастов с дальнейшим превращением этих объединений в прямые шпионские ячейки». В декабре 1933 года в очередном письме Сталину Ягода утверждает: «Педерасты занимались вербовкой и развращением совершенно здоровой молодежи, красноармейцев, краснофлотцев и отдельных вузовцев. Закона, по которому можно было бы преследовать педерастов в уголовном порядке, у нас нет. Полагал бы необходимым издать соответствующий закон об уголовной ответственности за педерастию». В этом же году вступает в силу закон, согласно которому однополые контакты между мужчинами квалифицируется как уголовное преступление во всех республиках СССР. Женщины по этому закону не преследовались.
Одновременно с этим в советской прессе была развёрнута общественно-политическая кампания против гомосексуальности. Так, Максим Горький на первых полосах газет «Правда» и «Известия» 23 мая 1934 года называет «гомосексуализм» «социально преступным и наказуемым» и говорит, что «уже сложилась саркастическая поговорка: „Уничтожьте гомосексуализм — фашизм исчезнет!“».
В январе 1936 года нарком юстиции Николай Крыленко заявляет, что «гомосексуализм — продукт морального разложения эксплуататорских классов, которые не знают, что делать». В докладе наркома целесообразность уголовного преследования за мужеложство обосновывалась с привлечением риторических приёмов гетеросексизма: «В нашей среде, господин хороший, тебе не место. В нашей среде, среде трудящихся, которые стоят на точке зрения нормальных отношений между полами, которые строят своё общество на здоровых принципах, нам господчиков этого рода не надо». Позднее юристы и медики в СССР рассуждали о гомосексуальности как о проявлении «морального разложения буржуазии».
По оценкам историка из Канады Дэна Хили, всего за время действия статьи № 121 уголовному наказанию подверглись 25 тыс. человек:
Общее число приговоров [в СССР], отражённое в доступных нам источниках, за весь период уголовного преследования за мужеложство (1934—1993 гг.), колеблется между 25 688 и 26 076.
Врач-сексолог Михаил Бейлькин считает, что предубеждения против гомосексуальности являются наследием тоталитаризма и ГУЛАГа. В подтверждении своих слов он указывает, что русскоязычная гомофобная терминология сильно увязана с уголовным жаргоном.

### Соединенные Штаты Америки
В 1950-е годы в США во время холодной войны развернулся так называемый маккартизм — кампания по устранению коммунистов и шпионов из государственных органов и общественных организаций, названная современниками новой «охотой на ведьм». Кампанию возглавил Джозеф Маккарти, сенатор от штата Висконсин, председатель сенатской комиссии по расследованиям, и его помощник, Рой Кон. По свидетельствам историков, помимо коммунистов комиссия занималась выявлением и увольнением гомосексуалов среди высших чинов армии, правительства и Конгресса.
Историк Дэвид Джонсон в своей книге «Голубая угроза» утверждает, что гомосексуалы и коммунисты рассматривались как похожие друг на друга подпольные субкультуры со своими местами явки, литературой, культурными нормами и связями. Автор пишет, что с точки зрения американской общественности обе эти группировки «вербовали» в свои ряды психологически слабых людей, поэтому считались «аморальными и безбожными», а своей совместной целью ставили «свержение правительства». Американские таблоиды в 1950-е годы выдвигали другую версию, что коммунисты пропагандировали «сексуальные извращения» среди молодежи США с целью ослабить и «морально разложить» страну, препятствуя тем самым образованию традиционных семей. Официальная точка зрения правительства гласила, что гомосексуалов, занимающих посты во властных структурах, могут шантажировать коммунисты, и поэтому гомосексуалы были бы вынуждены раскрывать им государственные тайны. Сам Маккарти считал, что угроза, исходящая от внедренных в правительство коммунистов, гораздо серьёзнее, чем от гомосексуалов, поэтому перепоручил «голубой» вопрос сенаторам Стайлзу Бриджесу (Styles Bridges) и Кеннету Уэрри (Kenneth Wherry). Впоследствии был создан спецкомитет, в течение нескольких месяцев занимавшийся расследованием, однако ему не удалось обнаружить никаких фактов, что какой-либо гей или лесбиянка в государственных структурах когда-либо подвергались шантажу. Единственный обнаруженный случай по подобному подозрению произошёл ещё до Первой мировой войны: им стало широко известное дело двойного австрийского агента, полковника Альфреда Редла (Alfred Redl). Несмотря на отсутствие улик, в окончательной резолюции спецкомитета утверждалось, что гомосексуалы являются угрозой для национальной безопасности, поэтому они должны были быть устранены из всех государственных служб.
Некоторые исследователи считают, что число преследуемых за гомосексуальность превышало число тех, кто был обвинен в причастности к коммунистам. В частности, более 300 актерам, сценаристам и режиссёрам, включенным в неофициальный «чёрный список» Голливуда, было отказано в работе. Историки утверждают, что подобные списки существовали на всех уровнях индустрии развлечений, в университетах, школах, в юриспруденции и других сферах. По оценке Дэвида Джонсона, по крайней мере несколько тысяч геев и лесбиянок потеряли работу в правительстве за период маккартизма.
Через тридцать лет после «охоты на ведьм» выяснилось, что некоторые члены комиссии Маккарти были гомосексуалами, а Рой Кон в 1980-е годы открыто жил со своим партнером и скончался от СПИДа в 1986 году. Официальные подтверждения гомосексуальности самого Маккарти, скончавшегося в 1957 году, отсутствуют.

## Пропаганда гомофобии и законодательство
Кандидат философских наук из Канады Джонатан Коэн (Jonathan Cohen) в своей работе «Больше цензуры или меньше дискриминации?» отмечает, что сексуальные меньшинства всегда боролись против цензуры и ставили своей целью достижение свободы самовыражения. По мнению Коэна, с точки зрения общества они оказываются в двусмысленном положении, когда предпринимают шаги к законодательному запрету антигомосексуальной пропаганды. Автор считает, что цель пропаганды ненависти состоит в ущемлении гражданских прав, поэтому с точки зрения законодательства запрет подобной пропаганды целесообразнее рассматривать не как акт цензуры, а как предотвращение насилия и дискриминации, наносящих непосредственный вред меньшинствам в виде психологической травмы. Коэн приходит к выводу, что регулирование пропаганды ненависти не должно аннулироваться существованием доктрины свободы слова по аналогии с тем, как законодательное регулирование расовой сегрегации не аннулируется той же доктриной. Также автор считает, что законодательный путь борьбы с гомофобией необходим, но недостаточен, и что нужны дополнительные пути решения этой проблемы.
Рассуждая о возможности ограничения свободы слова и о целесообразности уголовного преследования за пропаганду ненависти к сексуальным меньшинствам, доктор права из Австралии Алеардо Дзангелини (Aleardo Zanghellini) в одной из своих работ также проводит параллель с законодательной защитой представителей национальных меньшинств. Он убежден, что дискриминирующие и стигматизирующие высказывания, направленные со стороны общества на представителей меньшинств, создают отношение особой субординации (подчинения). Автор утверждает, что подобное отношение подчинения не возникает, когда высказывания направлены в обратную сторону, то есть от меньшинства к большинству, по причине доминирования последнего. Автор особо подчеркивает, что ограничение свободы слова, по его мнению, легитимно только в том случае, если оно препятствует возникновению дискриминирующей субординации между меньшинством и большинством.
9 февраля 2012 года ЕСПЧ вынес первый вердикт по вопросу законности судебного преследования за пропаганду гомофобии. Дело касалось обжалования осуждения Верховным Судом Швеции четырёх мужчин, распространявших листовки гомофобного содержания в одной из школ. В качестве иллюстрации в вердикте ЕСПЧ цитируется часть содержания листовок под заголовком «Гомопропаганда» (Homosexpropaganda): 

«В течение нескольких десятилетий общество повернулось от неприятия гомосексуальности и других сексуальных отклонений к принятию этой ненормальной сексуальной наклонности. Ваши антишведские учителя прекрасно знают, что гомосексуальность имеет нравственно разрушительный эффект в отношении общества и охотно потворствуют её продвижению как нормальной и позитивной. Скажите им, что СПИД появился вместе с гомосексуалами, и что их беспорядочный образ жизни стал одной из основных причин распространения этой современной чумы. Скажите им, что организации гомосексуального лобби пытаются умалять педофилию и говорят, что это сексуальное отклонение должно быть легализовано». Оригинальный текст (англ.)“Homosexual Propaganda (Homosexpropaganda). In the course of a few decades society has swung from rejection of homosexuality and other sexual deviances (avarter) to embracing this deviant sexual proclivity (böjelse). Your anti-Swedish teachers know very well that homosexuality has a morally destructive effect on the substance of society (folkkroppen) and will willingly try to put it forward as something normal and good. Tell them that HIV and AIDS appeared early with the homosexuals and that their promiscuous lifestyle was one of the main reasons for this modern-day plague gaining a foothold. Tell them that homosexual lobby organisations are also trying to play down (avdramatisera) paedophilia, and ask if this sexual deviation (sexuella avart) should be legalised”.
ЕСПЧ постановил, что судебное преследование людей, распространяющих такие оскорбительные материалы в отношении сексуальных меньшинств, является законным, и подчеркнул, что подобная разжигающая ненависть деятельность не находятся под защитой права на свободу выражения, а дискриминация по признаку сексуальной ориентации является столь же серьёзной, как и дискриминация по признаку расы или этнической принадлежности.

### Россия
По российскому законодательству пропаганда ненависти к социальной группе является нарушением закона. Ответственность за это установлена статьями 136 и 282 УК РФ. В 2005 году утверждалось, что «случаи уголовного преследования за пропаганду ненависти редки и почти никогда не приводят к реальному наказанию»[нужна атрибуция мнения].
Когда в мае 2008 года губернатор Тамбовской области Олег Бетин публично заявил, что «гомиков надо рвать и по ветру бросать их куски!», в конце июля 2008 года местный отдел Следственного комитета при прокуратуре отказал в возбуждении уголовного дела по статье 282 УК РФ, заявив, что, по мнению экспертов отдела, «гомосексуалисты не являются социальной группой». Академик РАО И. С. Кон охарактеризовал такое заключение как «результат социологической безграмотности» и пояснил, что геи «везде и всюду признаются социально-сексуальной группой, а если они начинают борьбу за свои гражданские права, то приобретают также статус социально-политической группы».
В новейшей истории России наказания за гомофобскую деятельность редки. Так, официальное прокурорское предупреждение получил Альберт Гаямян, адвокат, директор Краснодарского краевого правозащитного комитета «Презумпция», редактор газеты «Полиция нравов», член Всеславянского Союза журналистов, автор-исполнитель песен в стиле «шансон» под псевдонимом Грубиян.

### Норвегия
Первой страной в истории, включившей в 1981 году в свой Уголовный кодекс положение, устанавливающее наказание за пропаганду ненависти в отношении сексуальных меньшинств, стала Норвегия. Поправка в законодательство предусматривала наказание в виде штрафа или тюремного заключения сроком до двух лет за публичное распространение угроз, оскорблений или призывов к ненависти или преследованию по отношению к группе или отдельным лицам по признаку гомосексуальной ориентации.

### Дания
1 июля 1987 года вступила в силу поправка в датский Уголовный кодекс, устанавливающая наказание за «умышленное публичное распространение угрожающей, высмеивающей или уничижающей информации» по признаку сексуальной ориентации в виде «штрафов, арестов или тюремного заключения сроком до двух лет».

### Ирландия
Принятое в 1989 году в Ирландии «Постановление о запрещении разжигания ненависти» устанавливает наказание в виде штрафа или тюремного заключения сроком до двух лет за публикацию или распространение материалов, а также устных высказываний или действий, угрожающих, оскорбляющих или предназначенных для разжигания ненависти по признаку сексуальной ориентации.

### Нидерланды
В 1992 году вступили в силу поправки в Уголовный кодекс Нидерландов, запрещающие разжигание ненависти, призывы к дискриминации или насилию по отношению к группе людей по признаку сексуальной ориентации. Наказание также устанавливается за публичные дискриминирующие высказывания или подстрекательство к дискриминации (ст. 137c, d, e и f Уголовного кодекса Нидерландов).
Вскоре после своего назначения на должность епископа провинции Гронинген осенью 1999 года, католический священник Виллем Якобус Эйк (Willem Jacobus Eijk) подвергся критике коллег, а также критике со стороны нидерландской общественной организации геев и лесбиянок под названием «Центр культуры и отдыха» («Cultuur en Ontspannings-Centrum») за антигомосексуальные высказывания на лекциях, которые священник читал студентам в католической семинарии. Эйк утверждал, что «гомосексуалов нужно направлять к психологам для лечения невротического расстройства», а также заявлял, что «гомосексуалы неспособны к долгосрочным отношениям и что их отношения сводятся к взаимной мастурбации». По мнению священника, «потакание гомосексуалам со стороны церкви в их невротическом поведении было бы смертельной ошибкой». В процессе расследования епископу удалось доказать, что он выражал не свою личную, а религиозную точку зрения, поэтому к ответственности он привлечён не был.

### Австралия
2 марта 1993 года вступила в силу поправка в антидискриминационное законодательство штата Новый Южный Уэльс (Австралия), запрещающая публичное разжигание ненависти, презрения или высмеивание группы людей или отдельных представителей по признаку гомосексуальной ориентации. Исключение составляет информация, публично распространяемая в образовательных, художественных, религиозных, научных либо других целях в интересах общественности, включая дискуссии и обсуждения подобных публичных действий.
10 декабря 1999 года аналогичный закон был одобрен парламентом Тасмании. Однако в этом законе не делается исключений для преследования за разжигание ненависти к представителям ЛГБ-сообщества, кроме защиты интересов «особых групп с ущемленными правами». Принятие закона не встретило сопротивления в прошлом активных антигомосексуальных группировок Тасмании, в числе которых была Либеральная партия, требовавших смертной казни для гомосексуалов.

### Исландия
В январе 1996 года парламент Исландии принял поправку в Уголовный кодекс, устанавливающую наказание за публичные действия, оскорбляющие, унижающие, порочащие или клевещущие на группу людей или отдельных представителей по признаку сексуальной ориентации.

### Люксембург
7 августа 1997 года вступила в силу поправка в Уголовный кодекс Люксембурга, устанавливающая наказание в виде штрафа или тюремного заключения сроком от одного месяца до двух лет за разжигание ненависти к физическому лицу, группе лиц или к корпоративной организации по признаку сексуальной ориентации. Для лиц, совершивших данное нарушение и состоящих на государственной службе, закон предписывает увеличение срока тюремного заключения от 3 месяцев до 3 лет и увеличение размера штрафа в три раза.

### Швеция
1 января 2003 года вступила в действие поправка к конституции Швеции, запрещающая пропаганду ненависти, основанную на неприязни к сексуальной ориентации, включая гетеросексуальную, гомосексуальную и бисексуальную ориентацию. Поправка была принята во втором чтении. Консервативные религиозные группы выразили своё опасение, что она значительно ограничит свободу слова и вероисповедания.
29 июня 2004 года пастор-пятидесятник Оке Грен (Åke Green [oːkə ɡreːn]) был обвинен в пропаганде ненависти к гомосексуалам во время церковной службы, проходившей 20 июля 2003 года в г. Боргхольм. В своей проповеди пастор сравнивал гомосексуальность с «раковой опухолью, глубоко разрастающейся в обществе», а также утверждал, что геи не могут быть христианами и что возможно излечение от гомосексуальности с помощью молитвы. Окружной суд приговорил пастора к 30 дням тюремного заключения. Решение суда вызвало широкий общественный резонанс в религиозных общинах и группах как в Швеции, так и за её пределами. Последующее рассмотрение дела в апелляционном суде привело к отмене приговора. Суд постановил, что решение о наказании противоречило Европейской конвенции по правам человека.

### Канада
29 апреля 2004 года Канадская Палата Общин приняла закон (Bill C-250), запрещающий пропаганду гомофобии. Свен Робинсон, член Парламента от партии «Новые демократы», предложил добавить сексуальность в список ограничений закона, запрещающего публичное выражение ненависти в речах, публикациях, по радио и телевидению. Голосование прошло с результатом: 141 — «за» и 110 — «против».
В отличие от шведского закона, в тексте закона Канады особо оговаривается, что преследованию за выражение ненависти к гомосексуалам в публичных речах не подвергаются те, кто использует для них религиозные тексты или убеждения. Несмотря на это, принятие закона вызывало негативную реакцию среди консервативно настроенных религиозных групп.

### Франция
22 декабря 2004 года верхняя палата Сената Франции приняла новый закон против дискриминации, запрещающий публичные сексистские и антигомосексуальные высказывания. Закон предусматривает наказание за провокацию ненависти или жестоких действий по половому признаку или сексуальной ориентации в виде тюремного заключения сроком на один год и штрафа в размере 45 000 евро ($ 60 000).
Обсуждение этого законопроекта началось после того, одного гея облили бензином и подожгли, в результате чего он получил значительные ожоги тела. Однако, несмотря на это, Римская католическая церковь Франции выступила против закона, расценив его как препятствие для противостояния легализации однополых браков.
В 2009 году мусульманский футбольный клуб «Creteil Bebel» отказался играть с парижским футбольным клубом геев «Paris Foot Gay».

### США
В США антигомосексуальная агитация не запрещена законом, несмотря на то, что гомосексуальность в этой стране не образует состава преступления. Попытки запретить подобную пропаганду в США противоречат первой поправке к Конституции, гарантирующей свободу слова. Тем не менее, в некоторых средних школах США действует, например, специальное положение о дресс-коде, запрещающее носить одежду с надписями, которые могут быть оскорбительными для какой-либо группы учащихся. Так, в апреле 2006 года тринадцать учеников в школе г. Оукмонт были отстранены школьной администрацией от учёбы за ношение футболок с надписями «Гомосексуализм — это грех».
Ранее, в 2004 году администрация школы г. Поуэй (Южная Калифорния) отстранила от учёбы ученика по имени Тайлер Чейз Харпер (Tyler Chase Harper) за отказ снять майку с надписью, гласившей спереди: «Стыдитесь, наша школа принимает то, что отвергает Бог», а сзади: «Гомосексуализм — это постыдно». Харпер подал в суд на школу с требованием признать дресс-код незаконным, однако окружной суд не удовлетворил этот иск.
8 февраля 2007 года Сенат штата Айова одобрил принятие билля о недопущении в школах буллинга (физического или психологического террора в отношении ребёнка со стороны группы одноклассников). В тексте билля, кроме пола, возраста, расы, вероисповедания и других признаков, значится также и сексуальная ориентация. Законы о запрете буллинга в школах действуют в 27 штатах США.

### Япония
В Японии нет антигомосексуальной агитации, а права гомосексуалов защищаются государством, хотя возраст согласия в гомосексуальных отношениях там выше, чем в гетеросексуальных. В Японии ненасильственные гомосексуальные отношения исторически не считались противоестественными, став частью японской культуры и популярной темой японских художественных произведений.  Для Японии, в отличие от Запада и Востока, естественны гомосексуальные отношения между подростками и молодыми людьми обоих полов. Отношения могут включать дарение подарков, поцелуи между девочками и прикосновения, которые в других странах посчитали бы слишком сексуальными. Женитьба на лице противоположного пола и рождение детей доказывает в Японии, что человек стал взрослым. Таким образом, женатые или замужние гомосексуалы, даже имея любовников одного пола, не будут дискриминированы.

### Другие страны
В некоторых, преимущественно мусульманских, странах мира, где гомосексуальность по-прежнему расценивается как уголовное преступление, антигомосексуальная агитация и даже насилие не встречают противодействия со стороны государства, а иногда поощряются им (см. также Гомосексуальность и ислам.). В частности, в развитых странах мира широкий общественный резонанс вызвала публичная казнь 19 июля 2005 года иранских подростков по имени Махмуд Асгари и Айаз Мархони, обвинённых в гомосексуальном контакте. Официальное обвинение также гласило, что подростки похитили и изнасиловали 13-летнего мальчика, а также украли его велосипед. Однако, некоторые наблюдатели считают, что сексуальный контакт был добровольным, а обвинение в изнасиловании не соответствует действительности из-за того, что отец мальчика является высокопоставленным государственным чиновником. Имя мальчика и его отца не разглашаются.
К смертной казни приговаривают гомосексуалов в Судане, Сомали, Саудовской Аравии. В Объединённых Арабских Эмиратах за гомосексуальное поведение положен 14-летний срок тюремного заключения, в Брунее — 10-летний, в Узбекистане — 3 года. В Малайзии обвинения в гомосексуальном поведении используют для преследования политических оппонентов.
В некоторых немусульманских странах, общество которых высоко религиозно, гомосексуальность также противозаконна. Несмотря на религиозность общества в Израиле, гомосексуалы там не преследуются в уголовном порядке, однако антигомосексуальная агитация не запрещена. На данный момент в Израиле существует закон, по которому граждане Израиля, заключившие за рубежом однополый брак, рассматриваются на родине как полноценные супруги и обладают правами, идентичными разнополым супругам. См. также Гомосексуальность и иудаизм.
С 2009 года в Индии гомосексуальные отношения больше не считаются преступлением. До этого гражданин Индии, вступивший в гомосексуальные отношения с другим человеком, мог быть приговорён к 10 годам тюремного заключения.

### Критика
Дэвид Марр (David Marr), бывший ведущий программы «Обзор СМИ» («MediaWatch») телекомпании ABC, убежден, что сексуальные меньшинства в долгосрочной перспективе достигли бы бо́льшего, если бы подобные законы о запрете пропаганды ненависти были бы отменены. Он утверждает, что абсолютная свобода слова, даже если она включала в себя свободное выражение ненависти и оскорблений, в прошлом помогала многого достичь и позволила бы это сделать в будущем.
Адвокат Перси Братт (Percy Bratt), являющийся председателем Хельсинкского комитета по правам человека и защищавший в суде шведского пастора-пятидесятника Оке Грена в деле о пропаганде ненависти к гомосексуалам, утверждает, что «формулировка закона весьма обща, так что на самом деле границы его применимости определяет суд». Говоря о приговоре, вынесенном судом, Братт уточняет, что «при применении этого закона суд должен вынести такое решение, которое бы сбалансировало права гомосексуалов, право на свободу вероисповедания и право на свободу слова. В данном случае мы заявляем, что суд принял несбалансированное решение». Сам пастор в своё оправдание утверждал, что не имеет ничего личного против гомосексуалов и что «лишь проповедовал любовь Христа. Я говорю слова Бога. Мой долг как проповедника говорить то, что написано в Библии. Когда кто-то живёт неправильной жизнью не по Библии, я должен об этом говорить». Также в конце проповеди пастора, напечатанной в местной газете Боргхольма и ставшей предметом иска, говорилось, что «людям, которые живут под властью сексуальной аморальности, нужна всепоглощающая благодать. Она существует. Поэтому мы призываем тех, кто живёт подобной жизнью, увидеть милость Иисуса Христа. Нам нельзя осуждать этих людей. Иисус никогда никого не принижал. Он предлагал людям милость».
Рассуждая о целесообразности проведения гей-парада в Тюмени, начальник городского отдела по работе с общественными организациями Игорь Пахомов в августе 2005 года выразил убеждение, что «в России нет ни одного закона, в котором были бы какие-то дискриминационные меры по отношению к секс-меньшинствам». Пахомов считает, что необходимости в правозащитных мероприятиях для ЛГБТ-сообщества не существует. «Я не знаю, что они защищать хотят», — говорит он.

## Антигомосексуальная агитация в обществе и политике
Российский социолог И. С. Кон, рассуждая о проявлениях общественно-политической гомофобии, убеждён, что «гомофобия чаще всего идёт в одной связке с ксенофобией, расизмом, антисемитизмом и нетерпимостью к различиям, их разжигают одни и те же политические силы. […] К богословским аргументам присоединяются псевдо-демографические, вроде того, что гомосексуальность — одна из главных причин снижения рождаемости и вымирания России. Эту вполне светскую аргументацию использует, в частности, РПЦ. Вообще гомосексуалы во многих отношениях — самый удобный козёл отпущения. Я называю это политической гомофобией».

### Публичные призывы к дискриминации
27 мая 1993 года вступила в силу поправка к Уголовному кодексу РФ, отменяющая уголовное наказание за добровольные гомосексуальные отношения между совершеннолетними людьми. Новый Уголовный кодекс, действующий с 1997 года, предусматривает наказание лишь за насильственные действия гомосексуального характера (статья № 132 УК РФ) и за половой контакт, в том числе гомосексуальный, с лицом, не достигшим 16 лет (статья № 134 УК РФ). Несмотря на то, что добровольное гомосексуальное поведение более не образует состава преступления на территории РФ, некоторые общественно-политические деятели по-прежнему расценивают его как преступное или опасное с точки зрения сохранения стабильности в обществе и требуют прибегнуть к различного рода дискриминирующим мерам по отношению к представителям ЛГБТ-сообщества.
- Весной 2002 года фракция «Народный депутат» внесла на рассмотрение Государственной Думы законопроект о возобновлении уголовного наказания за мужеложство в целях укрепления здоровья нации. Кампания депутата Райкова широко освещалась в прессе и на телевидении. Комитет Государственной Думы по законодательству рекомендовал отклонить данный законопроект как противоречащий статье 23 Конституции РФ и посягающий на неприкосновенность частной жизни, личной и семейной тайны[52]. Проект был отклонён 294 голосами «против» при 58 голосах «за».
- В октябре 2004 года Валерий Венедиктов, атаман Отдельского казачьего общества Тверской области, от имени возглавляемой им организации разослал в адрес ряда местных СМИ и различных общественно-культурных учреждений заявление, осуждающее демонстрацию спектакля Романа Виктюка «Саломея» и протестующее против проведения концерта Бориса Моисеева в Твери 26 октября, а также расценивающее творчество этих деятелей как открытую пропаганду «содомского греха». В тексте заявления автор призывал «братьев и сестёр» не допустить издевательства в православный праздник особо чтимой Иверской иконы Божией Матери[53].
- Сергей Лекторович, лидер общественно-патриотического объединения «Национальный альянс», устроившей, в частности, в 2004 году акцию протеста против концертов Бориса Моисеева в Тольятти, убеждён, что выступления любых представителей секс-меньшинств в стране должны быть прекращены[54].
- 4 апреля 2005 года депутат парламента Республики Беларусь Виктор Кучинский в процессе обсуждения проекта декрета «О некоторых мерах по предотвращению торговли людьми» заявил: «Моя позиция как депутата такова: всех этих „голубых“ и прочих надо по полной программе валить[55]». Депутат предложил ввести уголовную ответственность за добровольные гомосексуальные отношения. Министр внутренних дел Белоруссии Владимир Наумов прокомментировал это заявление тем, что правоохранительные органы «пока не сталкивались с фактами насильственных действий по отношению к мужчинам» и что «как правило, это совершается по обоюдной договорённости, и мы не хотели бы так глубоко вторгаться в эту сферу»[56].
- В октябре 2005 года Валерий Стариков, вице-мэр Перми заявил, что для артистов, позиционирующих себя как представителей нетрадиционной ориентации, будут действовать повышенные ставки на аренду концертного зала муниципального центра культуры им. Солдатова. В «чёрный список» артистов попали «Ночные снайперы», Диана Арбенина, Светлана Сурганова и певица Земфира. Стариков заявил, что «никто не нарушает прав человека, мы ведь не запрещаем концерты таких артистов»[57].
- Представители Русского патриотического общества «Отчизна» 17 мая 2006 года устроили пикет против концерта Бориса Моисеева в Нижнем Новгороде. Лозунги протестующих призывали к физическому выдворению артиста из-за его сексуальной ориентации и ущемлению его права на свободное передвижение: «Нам нужна Россия без геев и лесбиянок», «Содомиты, вон из Нижнего!»[58]. Аналогичные акции прошли в более чем 40 городах России[59].
- Главный редактор газеты «Московские новости» Виталий Третьяков под псевдонимом «Иван Здравомыслов» 23 июня 2006 года опубликовал статью под названием «Преступление против генофонда человечества», в которой призывал запретить гомосексуалам занимать должности «в сферах, где их девиация может оказывать негативное воздействие»: в образовании, армии, медицине и на государственной службе. За сокрытие данных об ориентации автор предлагал ввести серьёзную уголовную ответственность[60].

### Публичные призывы к насилию
- В 2000 году журнал «Русский дом» опубликовал статью С. Н. Новохатского «Диктатура ублюдков», в которой автор, используя богословские аргументы, призывал к разжиганию розни и физическому уничтожению людей с гомосексуальной ориентацией, называя их «адептами извращенчества»: «Христос в Евангельском предании об изгнании бесов в свиней ясно нам заповедовал бороться с бесноватыми ублюдками. Это и биологическая, и духовная борьба, в которой не может быть мира с адептами извращенчества, уничтожающими не только отдельных людей (их уже за это надо карать смертью), но и насилующих нас навязыванием своей „культуры“».
- В августе 2005 года Умар Идрисов, председатель Духовного управления мусульман Нижнего Новгорода и Нижегородской области, раскритиковал существование в России движения гомосексуалов и их идею провести в Москве гей-парад. Идрисов заявил, что «гомосексуалистов необходимо забросать камнями»[61].
- В феврале 2006 года верховный муфтий Центрального духовного управления мусульман России Талгат Таджуддин публично заявил о недопустимости проведения 27 мая гей-парада в Москве. «Если они всё-таки выйдут на улицу, тогда их следует только лупить. Все нормальные люди будут это делать», — заявил муфтий. Он считает, что у геев нет никаких прав, а также, что иметь нетрадиционную ориентацию — это преступление против Бога. Муфтий выразил убеждение, что «пророк Мухаммед приказывал убивать гомосексуалистов»[62].
- 25 и 26 марта 2006 года казаки, монархисты и члены движения «Патриоты России» провели пикеты против концерта Бориса Моисеева во Владивостоке перед одноимённым концертным залом. Агитационные плакаты пикетчиков призывали «посадить содомистов на кол»[63].

### Публичные призывы к лечению
Официальная российская психиатрия с 1 января 1999 года перешла на международную классификацию болезней МКБ-10, принятую Всемирной Организацией Здравоохранения. По МКБ-10, действующей в большинстве стран Евросоюза и бывших республик СССР, гомосексуальность не рассматривается как психическое заболевание. Хотя существуют отдельные специалисты, утверждающие об эффективности таких методов для изменения сексуальной ориентации человека как, например, репаративная терапия, большинство российских специалистов (в том числе главный психиатр Минздравсоцразвития России Т. Б. Дмитриева), тем не менее, расценивают все предпринимаемые на данный момент попытки лечения гомосексуальности как несостоятельные и научно не обоснованные. Несмотря на это, публичные призывы лечить гомосексуалов по-прежнему используются в качестве антигомосексуальной агитации.
- В 2002 году члены православного студенческого братства г. Екатеринбурга провели пикет у здания цирка, где проходил концерт Бориса Моисеева. Во время пикета производился сбор денег на «лечение» артиста от гомосексуальности. Илья Александров, руководитель братства, сообщил СМИ, что в результате акции было собрано 600 рублей. По словам Александрова, артист от лечения отказался, и средства пошли на детскую благотворительность[64].
- Комментируя своё публичное заявление против концерта Бориса Моисеева в Твери осенью 2004 года, Валерий Венедиктов, атаман Отдельского казачьего общества Тверской области, в интервью газете «Комсомольская правда» заявил, что, по его мнению, «педерастия — от пресыщенности жизнью. И таких людей надо лечить. Держать год, два под стационарной охраной, поручить женщинам ухаживать за ними — и всё пройдёт»[53].
- 19 июля 2005 года Леопольд Озолиньш, депутат Сейма Латвии от Союза «зелёных» и крестьян, распространил заявление против гей-парада в Риге, в котором автор, врач по специальности, утверждал, что гомосексуальность — это тяжелое духовное уродство, а также что её можно лечить, например, с помощью гипноза[65].
- 4 июля 2006 года депутат Государственной Думы Геннадий Райков в интервью Тюменской региональной интернет-газете «Вслух.ру» заявил, что «в любом обществе извращенцы вообще-то не нужны… Как мы будем решать демографическую проблему, если мужики окажутся такими вот извращенцами?». Депутат подчеркнул: «Может, я жёстко поступаю, настаивая на уголовном наказании… Но, что их надо лечить — это точно»[66].
- В июле 2006 года религиозные организации Латвии устроили акции протеста против проведения гей-прайда в Риге. Лидер Латвийского национального фронта Айварс Гарда в ходе одной из акций заявил, что гомосексуальность — это распутство и болезнь, которую надо лечить, причём «болезнь, возникшая от распущенности — как и алкоголизм»[67].

### Создание и поддержка негативных стереотипов
В ходе некоторых общественно-политических акций, направленных против усилий ЛГБТ-сообщества по обретению всей полноты гражданских прав, лидеры этих акций в своих речах концентрируются исключительно на негативных стереотипах о гомосексуалах и целенаправленно создают их отрицательный имидж. Британский психотерапевт Доминик Дэйвис подтверждает, что «отклонение от […] норм и правил рассматривается обществом как проявление неадекватности представителей меньшинств. […] общество также формирует оценочные стереотипы. Пример этого — отказ общества лесбиянкам и геям в праве создавать семью и последующий упрёк в том, что они якобы неспособны к глубоким интимным отношениям и склонны к промискуитету. Поступая так, общество проецирует на меньшинства свои теневые качества. […] Лесбиянки и геи воспринимаются обществом как люди, неспособные контролировать свои сексуальные импульсы, склонные к развратным действиям и опасные для окружающих, искушающие малолетних для того, чтобы склонить их к гомосексуальности».
Так, в ходе общественной акции в Киеве в сентябре 2005 года под названием «Любовь против гомосексуализма», один из её организаторов Андрей Новохатний, не ссылаясь на какие-либо статистические или научные данные, утверждал, что существование гомосексуальной ориентации у отдельных людей пагубно влияет на экономическое развитие всей страны в целом. Между тем известно, что страны Запада, где разрешены однополые союзы, не являются экономически отсталыми странами с низким качеством и уровнем жизни.

### Риторические приёмы гетеросексизма
Концепция гетеросексизма заключается в отстаивании убеждения, что гетеросексуальность — это единственная природная, нормальная, естественная, или единственная морально и социально приемлемая форма сексуальности человека, а все остальные, включая гомосексуальность, таким образом, являются неестественными и ненормальными. Российский врач-сексолог, кандидат медицинских наук М. Бейлькин утверждает: «Революционные исследования Кинси кардинально изменили взгляды общества на половые отношения. Привычную идею дихотомии полоролевого поведения, признаваемую обществом как единственную реальность и естественную „норму“, потеснили представления о наличии континуума, непрерывности переходов от одной формы сексуальной активности людей к другой. Тем самым была продемонстрирована как научная, так и этическая несостоятельность гетеросексизма и гомофобии, ограниченность бинарной гендерной системы, признающей лишь две роли — мужскую и женскую». М. Бейлькин, считает, что озвучивание гетеросексистких взглядов наносит вред психике представителей ЛГБТ-сообщества: «Агрессивность гомофобов и грубая пропаганда гетеросексизма ещё больше осложняют ситуацию. […] Речь идёт, следовательно, о невротическом развитии индивидов, начиная с самого раннего возраста».
В частности, в агитационных материалах проводимой ежегодно с 2003 года в Киеве акции «Любовь против гомосексуализма» выражается убеждение, что «гетеросексуальное поведение […] закреплено культурными традициями и установками окружения. Универсальные представления о целостности человека и традиция семейной жизни также поддерживают гетеросексуальное поведение ввиду взаимодополняющего распределения функций между полами». На основе этого организаторы акции призывали государственных политиков прекратить поддержку гомосексуалов и отказаться от рассмотрения инициативы о регистрации однополых партнерств.
В интервью газете «Комсомольская правда» Валерий Венедиктов, атаман Отдельского казачьего общества Тверской области, комментируя своё публичное заявление против концерта Бориса Моисеева в Твери осенью 2004 года, выразил убеждение, что гомосексуал — это человек, который «переодевается в женскую одежду», а также «заменяет женщину» для мужчины. Венедиктов подчеркнул: «Богом определено, что мужчина создан для женщины, чтобы они могли продолжать род».
Для подкрепления своей точки зрения активисты могут приводить доводы о влиянии гомосексуальности на демографические показатели, хотя демографы утверждают, что в тех странах Европы, где разрешены однополые браки, рождаемость от этого не снижается и не обнаружено связи между этими двумя явлениями.
Активистами также распространяется убеждение, что гомосексуалы «не рожают детей». Однако лесбийские пары говорят о том, что заводят детей, пользуясь донорством спермы. В однополых мужских парах также могут быть дети: в некоторых странах мира таким парам разрешено усыновление сирот. Более того, рождение детей не является обязанностью состоящих в браке. Браки официально заключаются в том числе между гетеросексуалами, неспособныими иметь детей (например, между пожилыми людьми).

### Искажение фактов и дезинформация
Агитационные материалы, высказывания и лозунги антигомосексуальных общественно-политических мероприятий могут основываться на искажённых фактах или ложных данных. Например, бюллетень, распространённый организаторами акции «Любовь против гомосексуализма» в сентябре 2006 года в Киеве, включал в себя следующие утверждения без ссылок на какие-либо источники:
- «Активисты […] стараются скрыть тот факт, что среди гомосексуалистов очень высок процент заболеваемости СПИДом» — по статистике центра ЕвроВИЧ, картина с ВИЧ-инфекцией существенно отличается в зависимости от региона. Так, в Австралии в 2001—2006 гг. главным путём передачи ВИЧ-инфекции были половые контакты между мужчинами: среди лиц, у которых был обнаружен ВИЧ, 64 % оказались мужчинами, практиковавшими гомосексуальные контакты; в 19 % инфицирование произошло при гетеросексуальных контактах[74]. Основным путём инфицирования (57 %) в Западном регионе Европы является гетеросексуальный контакт, причём для 15 стран этого региона существенную роль вносят иммигранты из стран Африки (доля таких мигрантов среди новых выявленных случаев заражения гетеросексуальным путём в 2004 году составила в Швеции и Бельгии — 70,5 %, в Германии — 57 %, в Великобритании — 54,5 %). Гомосексуальные контакты в Западном регионе стоят на втором месте по значимости (31 % новых случаев в 2004 году). Исключение составляют Дания, Германия, Греция и Нидерланды — там гомосексуальный способ передачи ВИЧ является основным. В Восточном регионе Европы основной путь передачи ВИЧ (почти 2/3 новых случаев) — это внутривенное употребление наркотиков, гетеросексуальные контакты — 1/3 от всех случаев и лишь 1 % — гомосексуальные контакты. Отчёт ЕвроВИЧ отмечает, что вслед за периодом резкого роста с 1995 по 2001 год число новых случаев заражения ВИЧ на Востоке стало снижаться, однако одновременно с этим увеличивается роль передачи инфекции при гетеросексуальных контактах[75]. Данные бюллетеня подтверждаются статистикой Центров по контролю и профилактике заболеваний и NCHHSTP, где утверждается, что распространение ВИЧ в США среди МСМ в 44 раза выше аналогичного показателя среди остальных мужчин, а распространение сифилиса среди МСМ — выше в 46 раз, чем среди остальных мужчин.[76]
- «Гомосексуализм мешает многим по-настоящему талантливым людям» — большинство[источник не указан 3608 дней] знаменитых и популярных творческих личностей, являющихся геями и лесбиянками, говорят о том, что в творчестве им мешала не ориентация, а её преследование со стороны общества, как, например, писателю Оскару Уайльду и математику Алану Тьюрингу, осуждённым по уголовной статье за мужеложство, а также танцовщику балета Рудольфу Нуриеву, которому пришлось покинуть родину из-за преследований КГБ за его ориентацию[77].
- «Что делать, чтобы не допустить развития у ребёнка гомосексуальной ориентации? Родителям всего-навсего нужно любить друг друга, правильно распределять роли в семье и быть хорошими папами и мамами», «Геями не рождаются, ими становятся!» — научными исследованиями конкретная причина формирования гомосексуальной идентичности не установлена. Исследователи утверждают, что на этот процесс влияет сложная и не до конца изученная совокупность генетических, предродовых и послеродовых факторов, а популярная гипотеза о том, что причина формирования гомосексуальной идентичности заключается только в неправильном воспитании или распределении ролей родителей, не подтверждается: дети, воспитанные в однополых парах, где традиционное разделение родительских ролей на женские и мужские не соблюдается, не становятся гомосексуалами чаще по сравнению со сверстниками, выросшими у разнополых родителей[78].
- «Любовь гомосексуалиста направлена на себя», «Однополой любви не бывает!» — итальянская писательница Лаура Лауренци[неавторитетный источник] посвятила свою работу под названием «Свободные любить» отношениям среди известных однополых пар. В ней, в частности, друг Джованни Версаче, Антонио Д’Амико, признается: «Мы жили в настоящем браке, и мне известны чудесные истории любви между представителями одного пола. Очень жаль, что их приходится скрывать, стыдиться их». Автор также затрагивает многолетние отношения в других стабильных парах известных геев: между певцом Элтоном Джоном и Дэвидом Фёрнишем, танцовщиками Рудольфом Нуриевым и Эриком Бруном. Автор приводит в пример отношения жены президента США Франклина Рузвельта Элеоноры Рузвельт и журналистки Лорены Хиккок, продолжавшиеся почти 30 лет[79]. Другими известными однополыми парами, не скрывающими свои долгосрочные отношения, являются дизайнер-модельер Том Форд и редактор журнала Vogue Ричард Бакли[80], а также певец Джордж Майкл и его партнёр Кенни Госс, познакомившиеся в 1997 году[81]. Близкие отношения между дизайнерами-модельерами Доминико Дольче и Стеффано Габбана продолжались почти 15 лет[82].
- «Избавление от гомосексуализма возможно!» — официальная, в том числе российская[источник не указан 3608 дней], психиатрия, больше не поддерживает мнение о возможности изменения сексуальной ориентации на данном этапе развития медицины. В частности, Т. Б. Дмитриева, директор «Центра социальной и судебной психиатрии имени В. П. Сербского», академик РАМН, доктор медицинских наук, профессор, в работе «Руководство по судебной психиатрии» (2004) пишет: «Не известно ни одного случая, чтобы психиатрическое или медикаментозное лечение в этой области имело положительный результат. Сексуальные, чувственные, эмоциональные переживания человека искусственно неизменяемы». Также достоверность результатов научного исследования д-ра Роберта Шпитцера[83], анализировавшего возможность «преодоления» гомосексуальной ориентации с помощью репаративной терапии и установившего, что «аномально религиозные» пациенты «с высокой мотивацией» могут «обрести удовлетворительные гетеросексуальные функции», подверглась разносторонней критике коллег, а сами результаты не подтвердились в ходе дальнейших изысканий[84]. Консенсус среди большинства психотерапевтов и психологов состоит в том, что изменению поддается лишь сексуальное поведение, а не ориентация.

#### Связь педофилии и гомосексуальности
Исследователи утверждают, что сексуальную ориентацию педофилов трудно каким-либо образом строго классифицировать. Грегори Херек, профессор психологии в Калифорнийском университете в Дэвисе, говорит, что как таковой ориентации взрослого человека у них не развито или она находится в зачаточном состоянии, а их влечение к детям возникает из-за «застревания» в определённой ранней стадии психосексуального развития. Тем не менее, только в 2-х из 269 случаев растления малолетних насильник являлся геем или лесбиянкой, то есть менее 1 % (Carole Jenny, 1994). Другое исследование 175 педофилов показывает: 47 % из них имели «сексуальную зацикленность на детях независимо от их пола», 40 % классифицировались как люди с «регрессивной гетеросексуальностью», 13 % — с «регрессивной бисексуальностью». Никто из испытуемых не имел исключительно гомосексуальную ориентацию (Groth&Birnbaum, 1978). Другое исследование методом пенильной плетизмографии (измерения давления крови в половых органах) фиксировало реакцию двух групп гомосексуальных и гетеросексуальных мужчин на демонстрацию им эротических и нейтральных фото и аудиоматериалов с участием детей, а затем сравнивались уровни возбуждения двух групп испытуемых. Было установлено, что значительной разницы между реакциями групп найти не удаётся (Freund, 1989). Таким образом, Грегори Херек приходит к выводу: в работах разных исследователей и разных лет различными методами получены повторяемые результаты об отсутствии внутренней связи педофилии и гомосексуальности, что соответствует принципам научной достоверности.

### Критика
Олег Стеняев, проповедник, клирик храма Рождества Иоанна Предтечи в Сокольниках, преподаватель Николо-Перервинской духовной семинарии и священник, настаивает, что гомофобия церкви не присуща: «Церковь не испытывает никаких гомофобских чувств, вообще в Церкви нет никаких фобий. Мы готовы помогать любому человеку, но если он понимает, что ему надо помогать. […] Этим людям надо решать свои проблемы, в том числе с помощью священнослужителей, которые готовы принимать исповедь этих людей, готовы давать советы — как обрести духовную вменяемость и нравственные начала в жизни».
Комментируя заявление председателя Духовного управления мусульман Нижнего Новгорода (ДУМНО) Умара Идрисова о том, что гомосексуалов нужно «забросать камнями», руководитель аппарата ДУМНО Дамир Мухетдинов в августе 2005 года утверждал, что тот «погорячился», а также что «мы всё-таки живем в правовом государстве, где камнями за такое не забрасывают. Об этом можно говорить только в разговоре о шариатском суде, который практикуют в мусульманских странах». Мухетдинов добавил, что «не хотелось, чтобы эти высказывания стали причиной для огромного озлобления со стороны меньшинств и имели какие-то негативные последствия», а также выразил убеждение, что нетерпимость к меньшинствам нужно высказывать более цивилизованным образом. В частности, Мухаметдинов сказал, что «позиция ДУМНО однозначна — мы все это жёстко критикуем и ругаем в своих проповедях, в мечетях, в изданиях и книгах и считаем это величайшим грехом. В мусульманских странах люди за это наказываются, а здесь мы должны вырабатывать новые позиции, новые предложения, возможно, тому же правительству, как бороться с таким негативом».
Призывы муфтия Талгата Таджуддина «лупить геев» подверглись критике со стороны мусульман и православных. Так, муфтий Пермского края Мухаммедгали Хузин заявил, что «это провокация. Ни один мусульманин не пойдёт побивать кого-то камнями. Мы живём в светском государстве, мы можем дать нравственную оценку явлению. […] А призывы бить — это преступление норм закона». Наместник Крестовоздвиженского монастыря иеромонах Флавиан, выступавший, в частности, против концертов Бориса Моисеева, выразил убеждение, что «со стороны православного христианства возможны какие-то акции протеста, но цивилизованные. Наши иерархи никогда не благословят насилие или причинение вреда имуществу. Так, что если вдруг из православных вдруг проявит агрессию, то, знайте, что это будет не благодаря, а вопреки традициям священноначалия».
Несмотря на многочисленные негативные публичные заявления о гомосексуальности и гомосексуалах на самом митинге в сентябре 2006 года и в агитационных материалах, лидер киевской акции «Любовь против гомосексуализма» Р. Кухарчук утверждал, что её участники осуждают только «пропаганду гомосексуализма», а не сам факт подобных сексуальных отношений. Его коллега, президент Центра социальной защиты молодежи и юношества Юрий Шмуляр отметил, что «это отношение не к людям, а к явлению».
Анализируя причины и следствия проявлений гомофобии в российском обществе, а также прогнозируя его реакцию на проведение гей-прайда в Москве в мае 2006 года, сексолог И. С. Кон выразил убеждение, что гомосексуалы сами провоцируют всплеск нетерпимости к себе. В частности, он утверждал, что «неизбежной реакцией на гей-прайд станут гораздо более многолюдные и агрессивные гомофобские демонстрации. Это даст толчок усилению гомофобской пропаганды, как в Москве, так и в провинции».

## Примеры интерпретации термина в различных ситуациях
- В марте 1994 года американский феминистский журнал «Off Our Backs» опубликовал статью под названием «Латиноамериканская и карибская конференция пережила травлю лесбиянок». В ней утверждалось, что с целью сорвать проведение конференции в Коста дель Соль (Сальвадор) политиками правого крыла была «развязана травля лесбиянок и пропаганда гомофобии». В частности, один консервативный журнал обсуждал вопрос, может ли передаваться СПИД от прибывших лесбиянок через простыни в отелях.
- В 1994 году журнал под названием «Humanist» Американской гуманистической ассоциации в номере за июль-август опубликовал статью «Анти-гей тактика праворадикальных христиан»[88], в которой автор анализировал противодействие легализации однополых партнерств и принятию антидискриминационных законов. Мероприятия по распространению антигомосексуальных листовок, книг и фильмов в статье были названы «пропагандой гомофобии».
- Реклама сети отелей «Sandals and Beach Resorts» в Лондоне вызывала недовольство общественных организаций геев и лесбиянок, а также мэра города Кена Ливингстона, который запретил её размещение в Лондонском метрополитене в 2003 году. Реклама заявляла, что отели «Sandals» предоставляют услуги исключительно разнополым парам, а всех остальных приглашала в отели «Beach». СМИ отмечают[89], что «жалобы на пропаганду гомофобии в рекламе „Sandals“ уже привели к тому, что „Barclay Card“, одна из крупнейших британских компаний, обслуживающих кредитные карты, отказалась от сотрудничества с ними». В октябре 2004 года, после критики в свой адрес со стороны парламента и общественных гей- и лесби-организаций, сеть отелей отменила запрет обслуживать однополые пары в 13-ти своих отелях[90].
- 3 ноября 2004 года лондонская газета «The Independent» опубликовала на первой полосе статью под названием «Музыка регги, насилие и гомофобия», в которой автор выражал озабоченность ростом числа нападений на геев и лесбиянок в Лондоне, начиная с 2002 года, и связывал это с популярностью музыки регги. В статье упоминалась деятельность британского правозащитника Питера Тетчела (Peter Tatchell) по противодействию «пропаганде гомофобии через регги».
- В 2006 году ямайский певец регги Буджу Бантон (Buju Banton) был обвинен гей-активистами в пропаганде гомофобии. В частности, песня артиста под названием «Boom Bye Bye» призывала «стрелять геям в голову, обливать кислотой и сжигать их заживо». Выпускающий лейбл певца ещё в начале 1990-х годов извинился за эту песню, однако сам Бантон продолжил призывать к убийствам геев, подчеркивая, что имеет право на выражение своего мнения. По требованию правозащитных гей-организаций, концерты Бантона в 2006 году были отменены в Брайтоне и в Лос-Анджелесе.
- Анализируя призывы к насилию и акции протеста со стороны арабских и израильских фундаменталистов против гей-парада в Иерусалиме в ноябре 2006 года, британская социалистическая партия в своём еженедельном бюллетене под названием «The Socialist» назвала их «гомофобной кампанией», «истерикой в СМИ» и «пропагандой гомофобии». Ранее в журнале под названием «Socialism Today» этой же партии за март 2005 года «пропагандой гомофобии» были названы[91] попытки некоторых политиков и активистов в 1980-х годах представить ВИЧ/СПИД как «гей-чуму» и «высшую кару за противоестественое поведение». В бюллетене выражалось убеждение, что подобные действия в то время привели к росту физического и морального насилия по отношению к лесбиянкам, геям и бисексуалам.

## Психологические последствия
Пропаганда гомофобии как общественно-политическое явление имеет определенные негативные последствия для той части общества, против которой она направлена. Так, британский психотерапевт Доминик Дэйвис утверждает, что целенаправленное озвучивание негативного отношения общества к представителям ЛГБТ-сообщества приводит к формированию у них так называемой интернализованной (внутренней) гомофобии, то есть ненависти к своей собственной сексуальной идентичности, в результате чего у гомосексуалов наблюдаются различные клинические проявления, например, возрастающее потребление алкоголя, наркотиков и табакокурения.
Анализируя долгосрочные последствия гомофобии общества канадский психолог-клиницист Дон Кларк отмечает, что «самооценка геев постепенно снижается из-за того, что каждый день общество демонстрирует нежелание признать их человеческую ценность и достоинство, заставляя их, таким образом, обратить свой гнев против самих себя. Этот процесс имеет характер нисходящей спирали и не дает возможности получения корректирующего эмоционального опыта».
Рассуждая о методах преодоления негативных психологических последствий гомофобии для геев, российский врач-сексолог, кандидат медицинских наук М. Бейлькин выражает убеждение в том, что «гомофобную дискриминацию и пропаганду, обрекающую геев на невротическое развитие, необходимо свести к минимуму. В рамках цивилизованного общества это достигается либеральным законодательством, общественным просвещением и хорошо продуманным школьным воспитанием».